# 은행을 폭파시켜라
은행을 폭파시켜라(Faites Sauter La Banque!, Rob The Bank)는 프랑스에서 제작된 장 지롤 감독의 1963년 영화이다. 루이스 드 푸네스 등이 주연으로 출연하였고 레이몬드 대논 등이 제작에 참여하였다.

## 출연

### 주연
- 루이스 드 푸네스
- 이본느 클레크

### 조연
- 장 피에르 마리엘
- 앤 도트
- 조르주 윌송
- 장 발몽
- 클로드 피엡루
- 가이 그로소
- 장 르페브르
- 까뜨린느 드몽죠